# Педрель, Фелипе

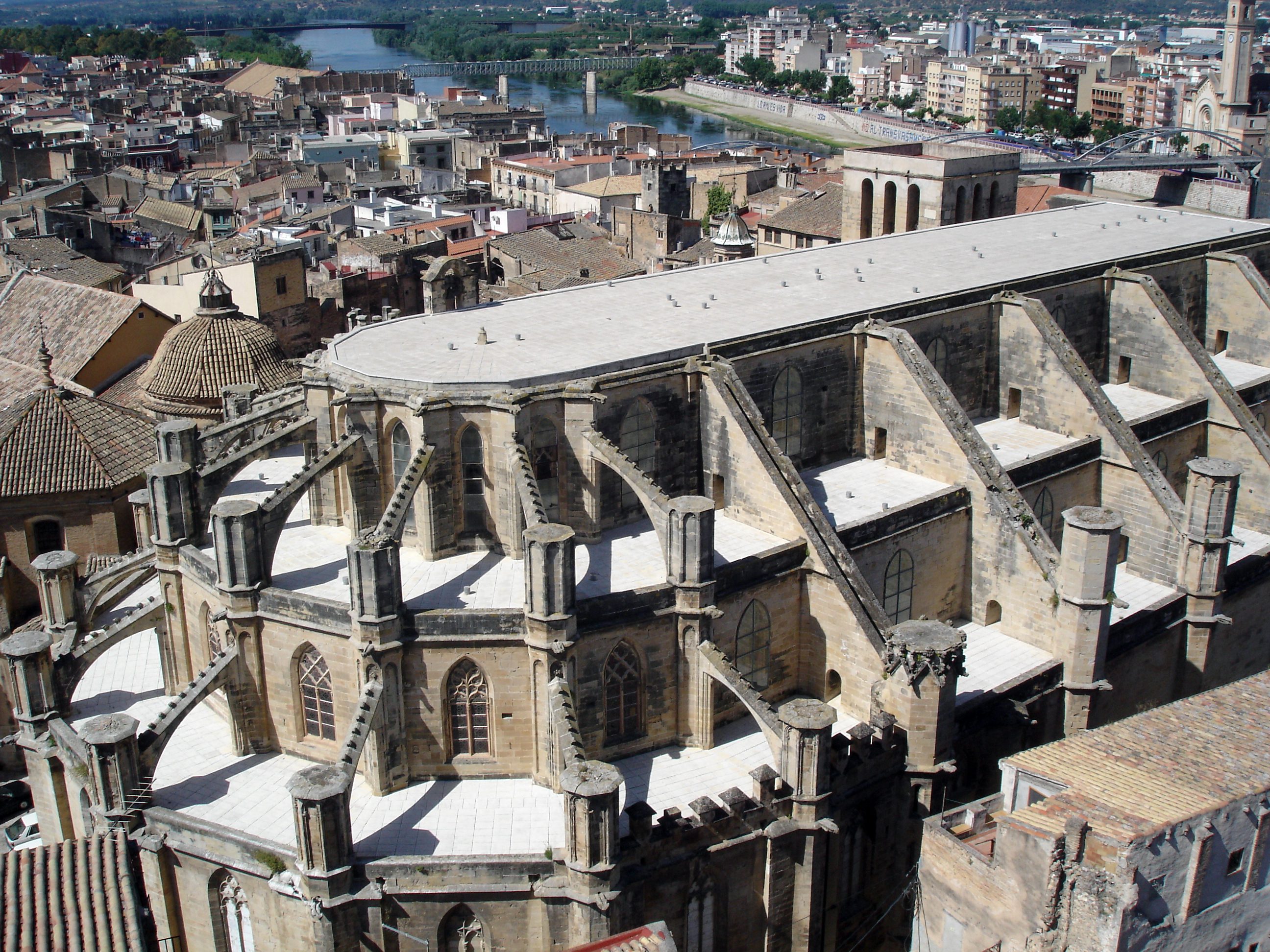
Кафедральный собор Тортосы

Фелипе Педрель (исп. Felipe Pedrell Sabaté, кат.  Felip Pedrell i Sabaté, 19 февраля 1841, Тортоса, Таррагона, Каталония — 19 августа 1922, Барселона) — испанский композитор, музыковед и педагог. Признанный основоположник, руководитель и теоретик испанского музыкального возрождения — ренасимьенто.

## Биография
Ребёнком Педрель пел в хоре кафедрального собора Тортосы. Ещё в детстве увлёкся музыкой, играл па фортепиано, скрипке, гитаре. Он рано начал сочинять, делал аранжировки для местного оркестра отрывки из итальянских опер. Учился в Барселоне, Риме и Париже. В 1894 приехал в Мадрид, где в 1915 стал профессором Консерватории.

## Творчество
Автор нескольких опер («Последний из абенсеррахов», 1874; «Квазимодо», 1875; «Клеопатра», 1878, и др.), симфонической поэмы «Голос гор» (1877), трио «Ночи Испании» (1873), вокальных сочинений на стихи Святой Тересы и др.
Стал первым композитором Каталонии, соприкоснувшимся с современной европейской музыкой. Активно пропагандировал творчество Вагнера. Вместе с тем, пропагандировал старинную испанскую музыку, включая народную. В 1890 году выпустил манифест «За нашу музыку» («Por nuestra musica»), основные положения которого сводились к призывам развивать национальную культуру на основе глубокого освоения её фольклорного и классического наследия. Современники Педреля восприняли его как «горячий и светлый призыв, предназначенный вызвать национальное Возрождение испанской музыки». Трудами Педреля было, в частности, обнародовано наследие Томаса Луиса де Виктории. Его просветительскую деятельность отмечал Ф. Пуленк: «Фелипе Педрель, выпустив четыре тома своих трудов, сделал для фольклора и для старинной испанской музыки то, что Барток сделал для венгерской народной песни; иначе говоря, каждый из них окончательно закрепил подлинную национальную традицию в своей стране».

## Педагогическая деятельность
Учениками Педреля были Исаак Альбенис, Энрике Гранадос, Мануэль де Фалья, Хоакин Турина, Роберто Герхард.